# Amerigo Vespucci
Amerigo Vespucci (n. 9 martie 1454, Florența, Republica Florentină – d. 22 februarie 1512, Sevilla, Coroana Castiliei) a fost unul dintre cei mai mari navigatori și exploratori italieni.
Este primul care și-a dat seama că America de Nord și de Sud sunt continente noi (care aveau să îi poarte numele), necunoscute de europeni.

## Biografie

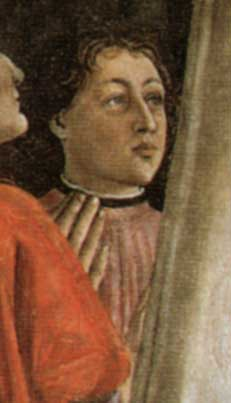
Domenico Ghirlandaio: portretul lui Amerigo Vespucci din Biserica Ognissanti (1472).

A fost al treilea copil al lui Nastagio Vespucci, notar, și al Lisei de Giovanni. Familia Vespucci era una din cele mai culte și mai respectate familii de aristocrați din Florența. Pentru a-și demonstra statutul, tatăl lui Amerigo l-a angajat pe Domenico Ghirlandaio să picteze pentru Biserica Ognissanti un tablou în care să apară și membrii familiei sale. Astfel, a luat naștere lucrarea Madonna della Misericordia, în care este reprezentat și tânărul Amerigo Vespucci. 
Acesta a fost foarte mult influențat de unchiul său, Giorgio Vespucci. Giorgio colecționa manuscrise și deținea o bibliotecă pe care, mai târziu, a dăruit-o familiei Medici, conducătoarea Florenței. Cu un an înainte ca Amerigo să se nască, Giorgio construiește o școală la mănăstirea sa din San Marco. Atunci când Amerigo împlinește vârsta de 8 ani, Giorgio moare. Giorgio a văzut în Amerigo salvarea familiei Vespucci ce se destrăma.
Învățând cu unchiul său, Amerigo a făcut o pasiune pentru Dante Alighieri și pentru Virgiliu. Unchiul său l-a inițiat în psihologie, dar mai ales în învățăturile lui Aristotel, ce includeau astronomia, cosmografia și geografia.
Tatăl lui Amerigo, Sir Nastagio, își făcuse planuri ca fiul său să intre în viața comercială. Nastagio s-a împotrivit trimiterii lui Amerigo la Universitatea din Pisa laolaltă cu alți oameni educați, ca Leonardo da Vinci. În schimb, Amerigo a urmat cea mai renumită școală de geografie din Florența, Paolo Toscanelli (1397-1482). Toscanelli era cel mai mare cosmograf al timpului și, de asemenea, un mare colecționar și realizator de hărți.
Toscanelli avea aspirații să navigheze în vestul Indiilor, așa că este indiscutabil faptul că el, Toscanelli, este omul ce i-a implantat lui Amerigo ideea de a naviga spre vest.
Tatăl lui Amerigo a murit în aprilie 1478 și astfel Amerigo a devenit moștenitorul averii familiei sale.
A devenit managerul familiei Medici, și, timp de 16 ani, a încheiat contracte în numele acestora strângând și el foarte mulți bani. Se decide să părăsească Italia în favoarea Spaniei. În 1491 Spania devenise tărâmul aventurierilor și al oportuniștilor. În 1493 în Spania ajunge vestea că Cristofor Columb ajunsese în Indiile de vest.
Amerigo a continuat să fie comerciant în slujba familiei Medici și a stabilit foarte multe contacte în Spania.
În anul 1489, Vespucci transferă afacerea familiei Medici lui Gonzalo Berardi, iar aceștia doi devin prieteni apropiați.
Vespucci devine din ce în ce mai interesat de călătoriile lui Columb. După mai multe încercări de a descoperi un pasaj către Asia, Vespucci își dă seama că trebuie să devină și el explorator, avea toate calitățile pentru a fi marinar.
În mai 1499, Vespucci pleacă la drum alături de Alonso de Hojeda. Lui Amerigo i s-au dat 2 nave și putea să facă ce ar fi vrut cu ele atâta timp cât avea permisiunea lui Hojeda.
Navele au ajuns în Brazilia, pe 27 iunie 1499 și au fost primele ambarcațiuni europene ce au ajuns acolo. Navele au navigat pe Amazon studiind totul. Vespucci se ocupa de cosmografie.
Drumul l-a transformat pe Vespucci dintr-un om de afaceri într-un învățat. Vespucci se gândea că era foarte aproape de a găsi o nouă rută spre Asia, totuși, în iunie 1500, navele s-au întors în Spania.
Imediat cum Vespucci a ajuns în Spania i-a scris lui Lorenzo de Medici o scrisoare în care îi povestea cum a traversat Atlanticul, despre animalele pe care le-a văzut, date despre tot cea întâlnit.
După ce s-a întors în Europa, Vespucci era foarte dezamăgit deoarece Vasco da Gama reușise să navigheze în jurul Africii ajungând până în partea estică.
Amerigo Vespucci s-a decis să mai facă o expediție, iar guvernul spaniol i-a dat 3 nave plus provizii, dar el a refuzat, considerând că va avea succes numai dacă va naviga sub pavilion portughez. Astfel, portughezii îi oferă și ei 3 nave și control total asupra lor.
Expediția avea să-l facă pe Vespucci faimos, deoarece descoperise un nou continent, Vespucci era sigur că nu ajunsese în Asia.
În timpul acestei expediții, Vespucci îi scrie lui Lorenzo de Medici detalii legate de acea călătorie.
După a doua expediție, Vespucci era sigur că descoperise un nou continent și astfel vestea a fost repede anunțată.
Ultima expediție a fost făcută sub comanda lui Gonzalo Coelbo și a fost un dezastru.
În iunie 1504, Vespucci ajunge la Lisabona și, până la sfârșitul anului, se mută la Sevilla unde va rămâne până la sfârșitul vieții sale.
Vespucci a fost singurul care a înțeles că America de Sud este un continent nou-descoperit și este cunoscut deoarece a creat un sistem pentru calcularea longitudinii, descoperind circumferința Pământului cu o eroare de 80 de metri față de cifra corectă.
A avut din nou viziunea călătoriilor însă această viziune a fost spulberată atunci când a fost numit pe 27 martie 1508 "Pilot Major al Spaniei". El avea să-i învețe pe toți tinerii navigatori cosmografia și arta de a naviga. A devenit și inspector al flotei spaniole. În esență, Vespucci avea controlul asupra călătoriilor sub steagul spaniol.
Recapitulând, Vespucci a fost printre primii europeni ajunși în Brazilia, pe coastele Uruguayului și Argentinei. A explorat unele dintre cele mai importante fluvii ale lumii: Amazon, Pavia, Rio de la Plata. Pe lângă acestea a explorat aproximativ 6000 de mile de coastă, mai mult decât oricine altcineva. A fost primul ce a observat existența curentului ecuatorial. Cea mai importantă piesă a sa a fost însă redescoperirea Americii.
În cinstea sa, ca unul dintre cei mai mari navigatori ai Noii Lumi, continentul descoperit îi poartă numele, începând din anul 1507.